# Miramar Clube Valadares
Il Miramar Clube Valadares è una società portoghese di calcio a 5 con sede a Vila Nova de Gaia.

## Storia
Fondata come Miramar Futsal Clube per rappresentare la freguesia di Valadares, la società è stata tra le pioniere della disciplina in Portogallo. Protagonista della Primeira Divisão a cavallo del secondo millennio, nel suo palmarès figurano due campionati, una Coppa del Portogallo e una supercoppa nazionale. In ambito europeo il Miramar disputò la European Champions Tournament 2000-2001, conclusa al quarto posto in seguito alla sconfitta nella finalina patita contro il Genzano. Nonostante nelle stagioni più recenti abbia stazionato nelle categorie minori, la società, divenuta nel frattempo Miramar Clube Valadares, è tuttora nota in patria per aver lanciato Ricardinho, considerato trasversalmente come il miglior giocatore portoghese di sempre.

## Palmarès
- Campionato portoghese: 2

1996-97, 1999-00
- Taça de Portugal: 1

1997-98
- Supertaça de Portugal: 1

2001